# WABC-TV
WABC-TVとは、アメリカ合衆国・ニューヨークを中心としたエリアを対象に放送を行うABC放送の支局である。1948年8月10日創立。チャンネルは7、キャッチコピーはNumber One in New York。

## 概要
1948年8月10日にWJZ-TVとして開局。当時は独立したテレビ局だったが、1953年に現在のWABC-TVとなった。

## 主な番組
番販も含む。
- Eyewitness News
  - Eyewitness News Upclose
- LIVE! with Kelly and Ryan（番組制作にもかかわっている。）
- レイチェル・レイ
- フー・ウォンツ・トゥ・ビー・ア・ミリオネア
- Katie
- ジェパディ!
- ホイール・オブ・フォーチュン

Jeopardy!とホイール・オブ・フォーチュンについては、ニューヨーク収録のみ、WABCが技術協力する。

## サブチャンネル
デジタル信号は多重化されている。
| チャンネル | 解像度 | アスペクト比 | PSIPショートネーム | 番組編成                   |
| ---------- | ------ | ------------ | ------------------ | -------------------------- |
| 7.1        | 720p   | 16:9         | WABC-HD            | メインWABC-TV番組編成・ABC |
| 7.2        | 720p   | 16:9         | LOCLish            | ローカリッシュ             |
| 7.3        | 480i   | 16:9         | ThisTV             | ディスTV                   |
| 7.4        | 480i   | 16:9         | HSN                | HSN                        |